# Bergen (Weißenburg-Gunzenhausen járás)
Bergen település Németországban, azon belül Bajorországban. Lakosainak száma 1197 fő (2023. december 31.). Bergen Weißenburg in Bayern, Burgsalach, Ettenstatt, Nennslingen, Heideck és Thalmässing községekkel határos.

## Népesség
A település népessége az elmúlt években az alábbi módon változott:
| Lakosok száma | 1056 | 396  | 1129 | 1135 | 1082 | 1101 | 1136 | 1148 | 1190 | 1197 |
|               | 1970 | 1975 | 2011 | 2012 | 2014 | 2015 | 2017 | 2019 | 2022 | 2023 |